# Église Saint-Jean-du-Figuier de Church Ground
Pour les articles homonymes, voir Église Saint-Jean.
L'église Saint-Jean-du-Figuier est une église anglicane située à Church Ground, à Saint-Christophe-et-Niévès.

## Historique
Elle a été construite aux alentours de 1680, puis reconstruite en 1838 et modernisée en 1895.  et est surtout connu pour abriter l'acte de mariage de l'amiral Horatio Nelson et de Frances Nisbet. En 1886, le registre contenant l'acte de mariage obtint une attention internationale lors de l'Exposition coloniale et indienne à Londres.

## Cimetière
Il contient de nombreuses pierres tombales datant du XVIIe siècle, la plus ancienne étant celle d'Edmund Stapleton (1680).